# Partutovice
Partutovice (en allemand : Bartelsdorf) est une commune du district de Přerov, dans la région d'Olomouc, en République tchèque. Sa population s'élevait à 510 habitants en 2020.

## Géographie
Partutovice se trouve à 4 km à l'est du centre de Potštát, à 27 km au nord-est de Přerov, à 33 km à l'est-nord-est d'Olomouc et à 241 km à l'est-sud-est de Prague.
La commune est limitée par Potštát à l'ouest et au nord, par Jindřichov et Střítež nad Ludinou à l'est, et par Olšovec au sud.

## Histoire
La première mention écrite de la localité date de 1499.

## Transports
Par la route, Partutovice se trouve à 8 km de Potštát, à 36 km de Přerov, à 45 km d'Olomouc et à 308 km de Prague.